# Nyctiophylax hittigegama
Nyctiophylax hittigegama är en nattsländeart som beskrevs av Schmid 1958. Nyctiophylax hittigegama ingår i släktet Nyctiophylax och familjen fångstnätnattsländor. Inga underarter finns listade i Catalogue of Life.